# Antoni Juanico i Torres
Antoni Juanico i Torres   (Barcelona, 13 de maig de 1905 - Barcelona, 3 d'agost de 1992) fou un tennista català de la dècada de 1920.

## Trajectòria
Va pertànyer a la Reial Societat de Tennis Pompeia, un club amb molta puixança a començament de segle xx. Començà a destacar de ben jove, essent considerat una promesa futura. Fou campió de Catalunya de Tennis individual en dues ocasions, els anys 1925 i 1927, i de dobles una vegada, amb Francesc Sindreu com a parella (1927). També fou campió d'Espanya de dobles en dues ocasions amb Ricardo Saprissa (1923, 1924) i en una tercera amb J. Durall (1933). Fou finalista en individuals l'any 1932, derrotat per Enrique Maier. Formà part de l'equip espanyol de Copa Davis entre els anys 1926 i 1932.
També foren destacats esportistes els seus germans Claudi Juanico i Torres i Víctor Juanico i Torres, ambdós jugadors de l'Espanyol.

## Palmarès
- Campionat de Catalunya de Tennis masculí:
  - 1925, 1927
- Campionat de Catalunya de Tennis masculí (dobles):
  - 1927
- Campionat d'Espanya de Tennis masculí (dobles):
  - 1923, 1924, 1933